# ユーリ・ウォロンツォフ

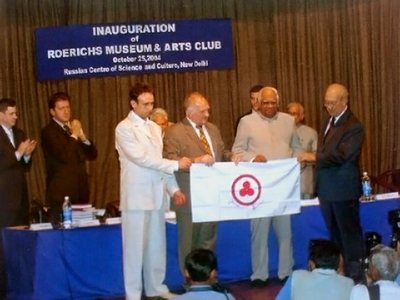
ユーリ・ヴォロンツォフ（右端）

ユーリ・ミハイロヴィッチ・ウォロンツォフ（ロシア語: Ю́лий Миха́йлович Воронцо́в、ラテン文字転写の例：Yuli Mikhailovich Vorontsov、1929年10月7日 - 2007年12月12日）は、ソビエト連邦およびロシアの外交官。夫人との間に一女がいる。趣味は自動車と造園。

## 経歴
1929年10月7日レニングラードに生まれる。1952年モスクワ国際関係大学を卒業し、ソ連外務省に入省する。入省直後は欧州局に勤務する。1954年ソ連国連代表部勤務となりワシントンに駐在する（途中、駐アメリカ大使館にも勤務）。1958年帰国し外務省本省の国際機関部勤務となる。1963年参事官として再び国連代表部勤務。1965年外務省国連機関部次長。1966年駐アメリカ大使館参事官として1977年までアメリカに赴任した。この間、1956年にソ連共産党に入党している。
1977年ベオグラードで開催された全欧安保協力会議（CSCE）にソ連代表として参加。1970年駐米公使となる。1977年12月から1983年1月まで駐インド大使を務める。インド大使としてはソ連・インド間の友好関係を深めることに意を用い、レオニード・ブレジネフ書記長の訪印、インディラ・ガンディー首相との印ソ首脳会談の成功のために尽力した。1981年共産党中央委員に選出される。1983年駐フランス大使を経て、1986年ソ連第一外務次官となる。1987年中距離核戦力全廃条約（INF全廃条約）締結では事務方としてゴルバチョフ書記長、エドゥアルド・シェワルナゼ外相を支えた。
1988年駐アフガニスタン大使に任命され、外交面からソ連軍のアフガニスタン撤退を進めていった。1990年第一外務次官兼国連大使として再び国連に赴任し、米ソ軍縮交渉のソ連側首席代表などを担当した。しかし、1991年8月にクーデターが起こり、ソ連は崩壊しウォロンツォフ自身も共産党を離党している。その後、ボリス・エリツィンの外交、対外政策担当国家顧問などを経て、ロシア外務省に移り、1991年から1994年まで国連大使、1994年から1998年まで駐米大使を務めた。アメリカ大使時代には、ユーゴスラビア内戦や北大西洋条約機構（NATO）の東方拡大について各国と交渉した。2000年国連事務次長となる。
晩年はモスクワに住んでいたが、2007年12月12日に78歳で亡くなった。